# C. L. Hollier Services
C. L. Hollier Services war ein britischer Hersteller von Automobilen.

## Unternehmensgeschichte
Chris Hollier gründete 1989 das Unternehmen in South Ruislip im London Borough of Hillingdon. Er begann mit der Produktion von Automobilen und Kits. Die Markennamen lauteten Mosquito und Mountaineer. 1993 endete die Produktion. Insgesamt entstanden etwa fünf Exemplare.

## Fahrzeuge

### Markenname Mosquito
Das Fahrzeug war eine Mischung aus Sandbahnrennwagen und Freizeitfahrzeug. Das Fahrgestell erhielt vorne und hinten Hilfsrahmen vom Mini. Der Vierzylindermotor vom Mini war im Heck montiert. Zwischen 1989 und 1993 entstanden etwa drei Exemplare.

### Markenname Mountaineer
Dieses Modell ähnelte dem Mosquito. Es war geländegängiger. Ein Vierzylindermotor vom Austin Maxi trieb das Fahrzeug an. Von 1992 bis 1993 entstanden etwa zwei Exemplare.